# João de Castro do Canto e Melo
João de Castro do Canto e Melo, 2º Visconde de Castro (São Paulo, 1778 — Porto Alegre, 11 de setembro de 1853) foi um militar e nobre brasileiro.

## Família
Era filho de João de Castro Canto e Melo, 1º Visconde de Castro e de Escolástica Bonifácia de Toledo Ribas, Viscondessa de Castro, cunhado de Boaventura Delfim Pereira, Barão de Sorocaba e irmão de Domitila de Castro Canto e Melo, Marquesa de Santos.

## Biografia
Seguiu a carreira militar, onde atingiu o posto de Marechal. Assentou praça em 1791, participou da Guerra da Cisplatina, tomando parte nos combates de Alcorta e Laureles. Promovido a Brigadeiro em 1838.
Foi Gentil-Homem da Casa Imperial, Grande do Império, Comendador da Imperial Ordem de São Bento de Avis e da Imperial Ordem de Cristo, Oficial da Imperial Ordem do Cruzeiro e Dignitário da Imperial Ordem da Rosa.
Agraciado com o título nobiliárquico de Visconde com Grandeza por D. Pedro I do Brasil em 12 de Outubro de 1827. Usou as Armas de seu pai, escudo partido, 1.º do Canto e 2.º de Castro de seis arruelas, e timbre de do Canto.

## Casamento e descendência
Casou com Inocência Laura Vieira de Azambuja, nascida no Rio Grande do Sul em 1780, filha de Manuel Vieira Rodrigues e de sua mulher Patrícia Vieira de Azambuja ou de António Alves Guimarães e de sua mulher Mariana de Jesus de Azambuja, de quem teve três filhos e três filhas.